# Sölring
Sölring (på dansk Sildring eller Sølring) er en nordfrisisk dialekt på øen Sild (på söring: Söl’ og på tysk: Sylt)  i det nordvestlige Sydslesvig i den nordtyske delstat Slesvig-Holsten. Sproget kom til øen med frisiske indvandrere fra sydvest, som bosatte sig her som kongefrisere efter 800. Dialekten er nu i fare for at dø ud. På øen tales der også dansk (sydslesvigdansk), på øens nordlige del (Listland) blev der ellers tidligere traditionelt talt sønderjysk.

## Karakteristika
Sildring har mange ældre danske låneord. Ligesom på dansk har Sölring med di ved fælleskøn og dit ved intetkøn to bestemte artikler.
I den sildfrisiske dialekt findes det ellers forsvundne dualpronomen (wat vi begge, unk os begge, at I begge, junk jer begge).

## Teksteksempel
Kendte sildfrisiske forfattere er krønikeskriveren Christian Peter Hansen og digteren Jens Emil Mungard. Meget kendt er hans digt Üs Söl'ring Lön (Vores Sild):
| Üüs Söl'ring Lön' Üüs Söl'ring Lön', dü best üüs helig; Dü blefst üüs ain, dü best üüs Lek! Din Wiis tö hual'en, sen wü welig; Di Söl'ring Spraak auriit wü ek. Wü bliiv me di ark Tir forbün'en, Sa lung üs wü üp Warel' sen. Uk diar jaar Uuning bütlön' fün'en, Ja leng dach altert tö di hen. Kumt Riin, Kumt Senenskiin, Kum junk of lekelk Tiren, Tö Söl' wü hual' Aural; Wü bliiv truu Söl'ring Liren! | Vores land Sild Vores land Sild, du er os hellig, du er vores egen, du er vores lykke. Din måde at være på, passer os. Silds sprog glemmer vi aldrig. Vi er til hver en tid forbundet med dig, så længe vi er i denne verden. Også dem, der fandt deres hjem et andet sted, dog vil de altid længes efter dig. Kommer regn, kommer solskin, kommer mørke eller lykkelige tider Til Sild holder vi Altid Vi vil altid være Sild tro. |